# Older and Far Away
Older and Far Away (Mayor y lejana en español) es el episodio decimocuarto de la sexta temporada de la serie de televisión estadounidense Buffy, la cazavampiros.
El episodio está basado en la película El ángel exterminador de Luis Buñuel, en los que los invitados de una fiesta no pueden abandonar la estancia en la que se encuentran al terminar esta.

## Argumento
Buffy (Sarah Michelle Gellar) camina por el cementerio y un demonio se le aparece. Intenta luchar, pero este se desvanece. Le quita la espada con la misma patada con la que una vez consiguió desarmar a Angelus y se la clava. Del demonio sale una luz que derriba a Buffy y la espada queda clavada en el suelo. El demonio vuelve a desvanecerse, pero esta vez la luz se funde con la espada. Buffy no se da cuenta, se levanta, coge la espada y cree que el demonio ha huido.
Dawn (Michelle Trachtenberg) necesita ir a comprar un regalo para su hermana pero todos están ocupados. En casa, se encierra en su habitación, donde tiene varios objetos que ha robado, aun con sus etiquetas. En el instituto habla con una consejera escolar. Por la noche, en la fiesta, Xander (Nicholas Brendon) ha invitado a Richard (Ryan Browning), un amigo soltero del trabajo, y Buffy a una compañera, Sophie (Laura Roth). Spike aparece con su amigo demonio Clem (James C. Leary). A la hora de los regalos Dawn está decepcionada: le ha regalado una cazadora de cuero negra a su hermana que todavía lleva la alarma de seguridad,mientras que Xander le ha regalado un baúl hecho a mano.
Cuando intentan marcharse parece que no pudieran hacerlo. Tara (Amber Benson) intenta hacer un hechizo pero no funciona y aparece el demonio que Buffy atrapó en la espada. Éste hiere a Richard pero no pueden llevarlo al hospital. Dawn se siente sola y le confiesa a Buffy la charla que tuvo con la consejera escolar. Anya (Emma Caulfield) registra la habitación de Dawn y descubre las cosas que habían desaparecido en la tienda. Buffy intenta explicar lo ocurrido con Dawn y Anya llama a Halfrek (Kali Rocha). El demonio le clava la espada cuando esta aparece. La Cazadora consigue atrapar al demonio y parte la espada. Pero se necesita algo más que una espada para acabar con Halfrek.
Tara le pregunta qué está haciendo ahí, pues creía que los demonios de la venganza solo castigaban a los hombres que se portaban mal con las mujeres. Tiene tendencia a castigar a los padres que se portan mal con sus hijos, pero eso no cambia el hecho de que Dawn esté sufriendo: puede oír su lamento en cualquier sitio de la ciudad. Halfrek les dice que merecían ser castigados e intenta marcharse con un gesto espectacular, pero se queda en el sitio ante la mirada decepcionada de todos. Halfrek lo levanta de mala gana diciendo que ahora todos pueden salir y se va chasqueando los dedos. Todos se miran incómodos.
Tara y Willow hablan sobre lo ocurrido. Tara se siente orgullosa y Willow le da las gracias por salir en su defensa. Xander va a llevar a Richard al hospital y Anya mira a Dawn: ya acordarán la forma de pago. Todos salen despacio y Buffy cierra la puerta tras ellos.

### Análisis del episodio
Según Ann Davies que publicó un artículo en Slayage, revista en línea sobre ensayos del Buffyverso, «El episodio se parece tanto en el guion a la película de Luis Buñuel El ángel exterminador que es difícil decir que no está inspirado por esta.» En los dos trabajos los grupos están invitados a una fiesta, pero al acabar, «no pueden abandonar la estancia en la que se encuentran,» aunque una diferencia clara de la película es que en esta no pueden abandonar «una habitación en concreto,» mientras que en la serie pueden desplazarse por la casa, no pudiendo salir de la misma.
La autora sigue describiendo los temas que se desarrollan el episodio/película; en esta última se describen «conversaciones banales que tocan temas sexuales y políticos, como en Buffy, bajo la apariencia de conversaciones en una fiesta, trata de los avances de Spike,» con respecto a Buffy y su relación juntos. Aparte de esto también «emergen algunos de los oscuros secretos de los personajes,» por ejemplo, la cleptomanía de Dawn Summers. Ann dice también que el tema de la sexualidad y los oscuros secretos se resumen en «la relación sexual clandestina e incluso tal vez insana entre Buffy y  Spike.»
Uno de los nexos entre las dos obras según dice Davies es «la referencia al padre y al surrealismo, no solo en el hecho de referenciar sino en episodios más especulativos». Dice la autora que el «contraste de lo supernatural» de la serie «con la razón y la civilización» hace que se piense en el surrealismo.

## Reparto

### Personajes principales
- Sarah Michelle Gellar como Buffy Summers.
- Nicholas Brendon como Xander Harris.
- Alyson Hannigan como Willow Rosenberg.
- Emma Caulfield como Anya Jenkins.
- Michelle Trachtenberg como Dawn Summers.
- James Marsters como Spike.

### Apariciones especiales
- Amber Benson como Tara Maclay.
- Kali Rocha como Halfrek.

### Personajes secundarios
- Ryan Browningcomo Richard
- James C. Lear como Clem.
- Laura Roth como Sophie.
- Elizabeth Cazenave como Profesor.

## Producción
El episodio es una referencia la película de Luis Buñuel El ángel exterminador — 1962 — en el que los invitados a una fiesta de una casa, al terminar esta les es imposible abandonar la estancia.

### Título
- El título está tomado de la novela Empire of the Sun de J. G. Ballard, donde al final de la historia un joven hombre se da cuenta de la relación con su familia. La conexión con The Empire of the Sun es expresada más adelante en la escena antes de que Dawn conozca a su «consejero escolar», cuando la profesora dice «cosas que Jim perdió durante sus años en Shangai y cosas que ganó» implica que los alumnos están estudiando el libro.

### Música
- Aberdeen - «Clouds Like These»
- Even - «Seconds»
- Extreme music library - «Down down down»
- Gwenmars - «The Race»
- Mint Royale - «Rock and Roll Bar»
- Rilo Kiley - «Pictures of Success»